# Station Nørrebro
Station Nørrebro is een station in de Deense hoofdstad Kopenhagen op de grens van de wijken Nørrebro en Bispebjerg. Bovengronds wordt het station bediend door S-tog lijn F en ondergronds door metrolijn M3.

## Geschiedenis
Het station werd op 15 mei 1930 geopend als onderdeel van de spoorlijn Hellerup - Vigerslev, de Ringbanen (ringlijn), die destijds was gebouwd voor het goederen verkeer door het westen van Kopenhagen, en verving station Nørrebropark. Deze ringlijn ligt ter hoogte van Nørrebro op een viaduct en het station kwam bij het kopstation Lygten van de København-Slangerup Banen (KSB), dat tussen 1906 en 24 april 1976 aan het westelijke einde van de Nørrebrogade lag. Op 2 april 1934 was de ringlijn geëlektrificeerd en een dag later ging de eerste S-tog dienst van start tussen Frederiksberg en Klampenborg via Nørrebro. Het station is nu een van de drukste stations op lijn F en ligt in tariefzone 2. Na het opheffen van het trambedrijf in 1972 werd het stadsvervoer verzorgd door bussen en de S-tog toen begin jaren 90 van de twintigste eeuw een metro in beeld kwam. De eerste lijn opende in 2002 en op 29 september 2019 werd ook Nørrebro op het metronet aangesloten. De verwachting is dat Nørrebro door de overstappers tussen de S-tog, de metro en vier buslijnen qua reizigersaanbod het derde station van Denemarken zal worden.

## Stationsgebouw
| Serie | Treinsoort  | Route | Bijzonderheden |
| ----- | ----------- | --- | -------------- |
| F     | S-tog (DSB) | Hellerup – Ryparken – Bispebjerg – Nørrebro – Fuglebakken – Grøndal – Flintholm – KB Hallen – Ålholm – Danshøj – Vigerslev Allé – Ny Ellebjerg |                |

Het huidige stationsgebouw aan de Nørrebrogade 253 is in 1940 gebouwd in de functionalistische stijl naar het ontwerp van architect Knud Tanggaard Seest en staat sinds 1992 op de Deense monumentenlijst. Het station heeft een karakteristiek dak in de vorm van een gewelf boven de sporen en de perrons. De perrons lopen aan de zuidkant buiten het stationsgebouw door over het viaduct. Het westelijke spoor wordt gebruikt voor de treinen richting in zuidwaartse richting, naar Station Ny Ellebjerg en het oostelijke spoor wordt gebruikt voor de treinen richting Station Hellerup in het noordoosten. De ingang is op straatniveau waar ook een kiosk is. Bij een uitgebreide renovatie werd het station in de originele staat hersteld. Hierbij kregen de buitenmuren hun oorspronkelijke groene kleur terug. 
Tot aan 2005 was er een DSB-loket naast een kiosk onder het spoor. Vanaf 2005 werden dit loket en het kiosk samengevoegd tot een winkel van Kort & Godt. Deze winkels zijn later door DSB overgedaan aan de keten 7-Eleven. Als gevolg van vandalisme zijn de openbare toiletten op het station gesloten en de wachtkamers bij de perrons vergrendeld. Er is wat graffiti op het station. In verband met de komst van de metro zijn de winkeltjes onder de perrons verwijderd om de overstappers niet te hinderen. Aan de zuidkant van de perrons zijn roltrappen en liften gebouwd voor de overstappers tussen S-tog en metro die zo niet door het stationsgebouw hoeven te lopen.

## Galerij

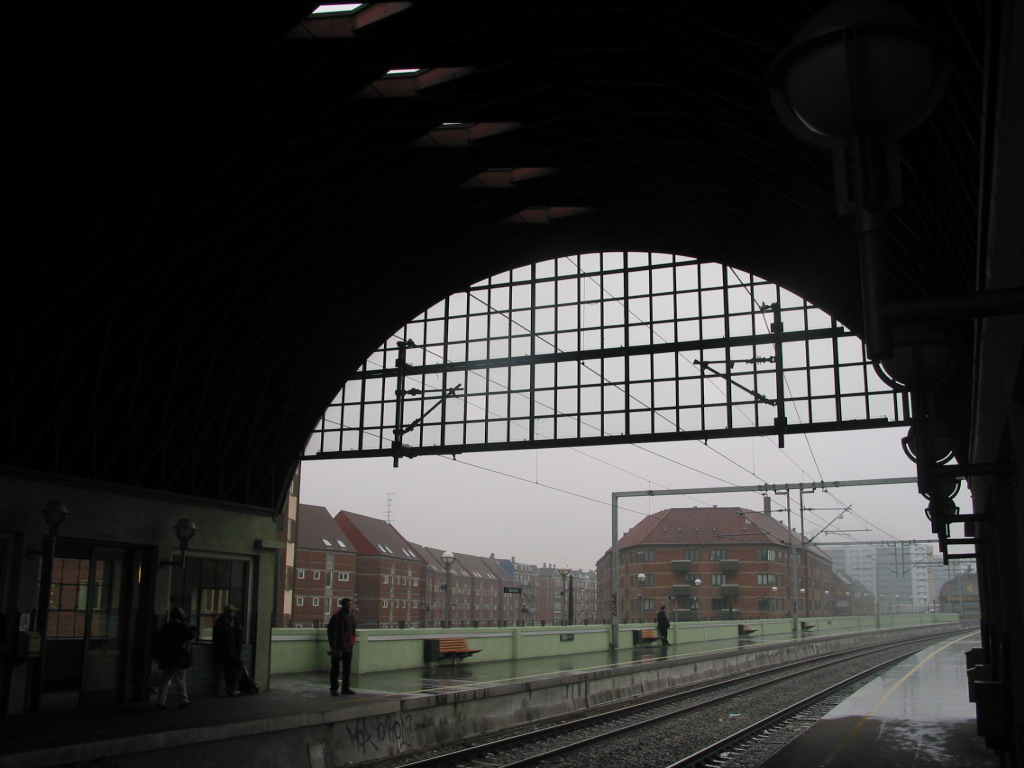
Station Nørrebro met de perrons aan de zuidkant gezien uit het stationsgebouw
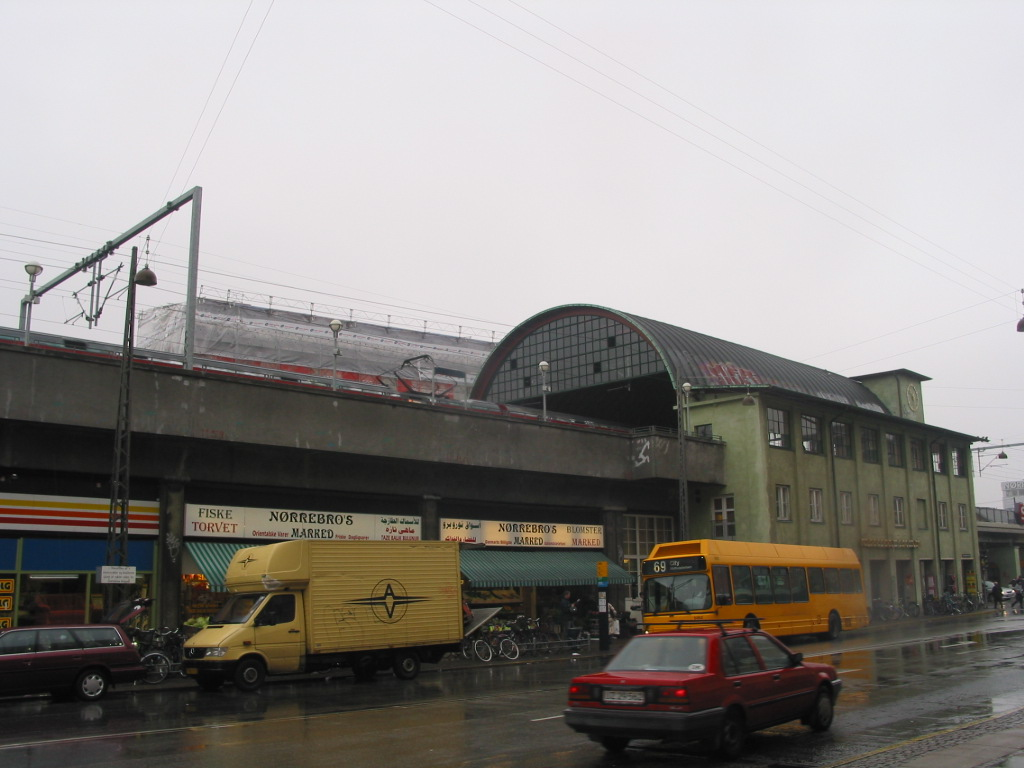
De oostgevel van het station voor de aanleg van de metro
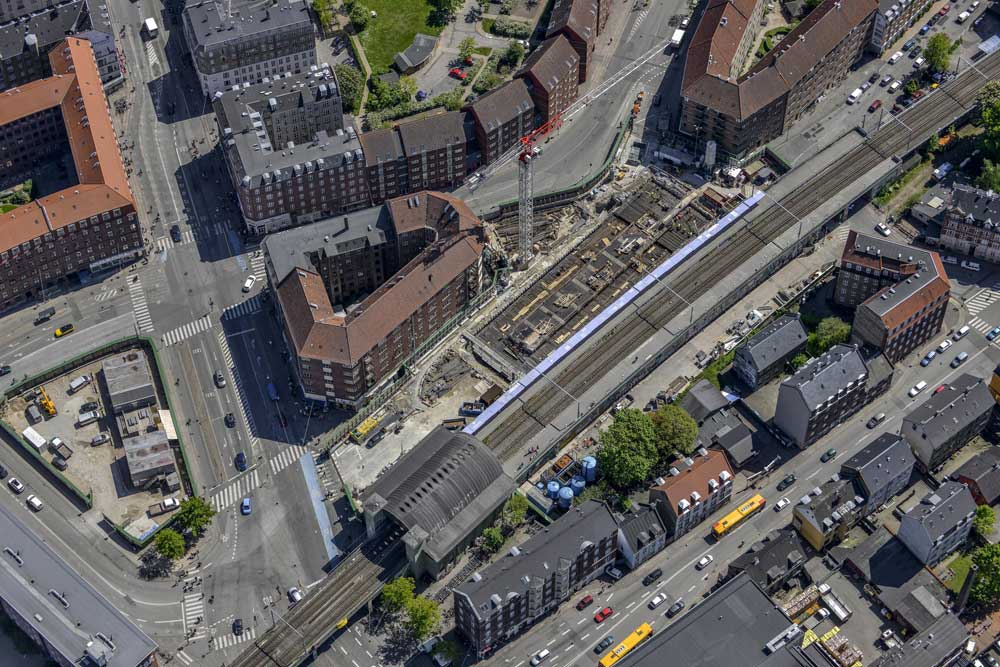
Nørrebro vanuit de lucht, S-tog in het westen en de metro ten oosten van het spoor